# Belenus Patera
La Belenus Patera è una struttura geologica della superficie di Io.